# アレッシオ・ボーニ
アレッシオ・ボーニ（Alessio Boni, 1966年7月4日 - ）は、イタリアの俳優、演出家である。

## 経歴

### 生い立ち
ベルガモ県サルニコ出身。瓦職人の父と専業主婦の母の間に、三兄弟の次男として生まれる。14歳から瓦職人としてベルガモ県ヴィロンゴで父親とともに働き始め、その後、兵役として州警察で1年半勤務する。20歳でカリフォルニア州 サンディエゴに移住し、ウェイター、ピザ職人、郵便配達員、ベビーシッター等の職業を経験する。イタリアに帰国後、観光客向けのツアーガイドとして働いた時期もある。

### キャリア初期
1988年から俳優としての活動を始める。1992年にシルヴィオ・ダミーコ国立演劇芸術アカデミーを卒業後、舞台演出家ルカ・ロンコーニのもとで引き続き研鑽を積みながら、1993年にはリリアーナ・カヴァーニ監督作『Dove siete? Io sono qui 』に出演する。
1995年にカリフォルニア州ロサンゼルスにて演劇コースを修了し、イタリアに帰国すると、ジョルジョ・ストレーラーの指導のもとで『真夏の夜の夢』、『ペール・ギュント』、『守銭奴』等の舞台に出演する。映画やテレビドラマでの端役を経て、テレビ映画『La donna del treno』（1998年）で初めて主役を演じ、人気テレビドラマ『Incantesimo』への出演（2000年 - 2001年）で広く知られるようになる。

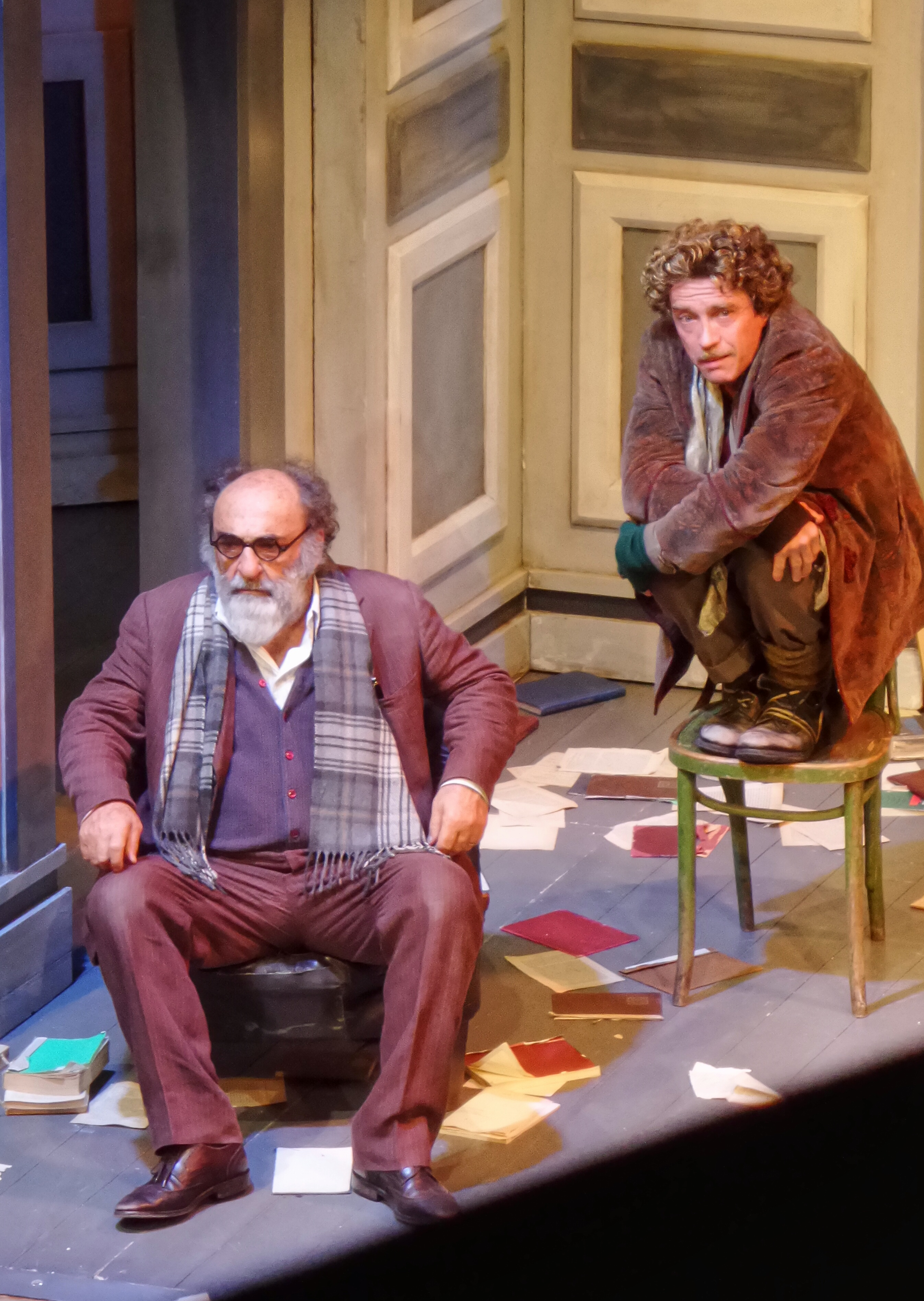
エリック＝エマニュエル・シュミット作『訪問者』にてアレッサンドロ・アベル（左）と共演するアレッシオ・ボーニ（2015年）

### 2000年代
2003年、マルコ・トゥリオ・ジョルダーナ監督作『輝ける青春』のマッテオ・カラーティ役で広く好評を博し、共演のルイジ・ロ・カーショとファブリツィオ・ジフーニ（ともにシルヴィオ・ダミーコ国立演劇芸術アカデミーの同級生である）、およびマルコ・ベロッキオ監督作『夜よ、こんにちは』でアルド・モーロ首相を演じたロベルト・ヘルリッカとともにナストロ・ダルジェント主演男優賞（2004年）を受賞する。
2004年、エミリー・ブロンテの『嵐が丘』を原作としたRai製作のテレビ映画『Cime tempestose』でヒースクリフ役を演じる。
2005年に出演したクリスチナ・コメンチーニ監督作『La bestia nel cuore』はアカデミー外国映画賞にイタリア代表としてノミネートされる。
2006年には『グッバイ・キス 裏切りの銃弾』でイタリア・ゴールデングローブ最優秀男優賞を受賞する。

### 2010年代
2010年、『ツーリスト』で初めてハリウッド映画に出演する。
2012年、喜劇俳優ワルテル・キアーリの生涯を題材としたテレビ映画『Walter Chiari - Fino all'ultima risata』に主演する。
2013年には国際共同制作のテレビシリーズ『Il ritorno di Ulisse』にてオデュッセウスを演じる。
2015年、ジョセフ・コンラッドの小説『決闘』に基づく演劇『I duellanti』をロベルト・アルドラージと共同で演出し、第58回「二つの世界の芸術祭」に参加する。また、ミゲル・デ・セルバンテスの小説『ドン・キホーテ』に基づく演劇『Don Chisciotte』で演出・主演を務め、2019年1月22日よりイタリア各地で公演を行う。

## フィルモグラフィー

### 映画
| 公開年 | 邦題 原題                                                       | 役名                 | 備考                                         |
| ------ | --------------------------------------------------------------- | -------------------- | -------------------------------------------- |
| 1992   | Dove siete? Io sono qui                                         |                      |                                              |
| 1995   | Il mago                                                         |                      |                                              |
| 1996   | Arrivano gli italiani                                           |                      |                                              |
| 2000   | Senza paura                                                     |                      |                                              |
| 2002   | Il diario di Matilde Manzoni                                    |                      |                                              |
| 2003   | 輝ける青春 La meglio gioventù                                   | マッテオ・カラーティ | ナストロ・ダルジェント主演男優賞受賞         |
| 2005   | Non aver paura                                                  |                      |                                              |
| 2005   | 13歳の夏に僕は生まれた Quando sei nato non puoi più nasconderti | ブルーノ             |                                              |
| 2005   | 心の中の獣 La bestia nel cuore                                  |                      | イタリア映画祭2006にて上映                   |
| 2006   | グッバイ・キス 裏切りの銃弾 Arrivederci amore, ciao             |                      | イタリア・ゴールデングローブ最優秀男優賞受賞 |
| 2006   | Viaggio segreto                                                 |                      |                                              |
| 2008   | 狂った血の女 Sanguepazzo                                        |                      |                                              |
| 2009   | Complici del silenzio                                           |                      |                                              |
| 2009   | Christine Cristina                                              |                      |                                              |
| 2010   | Sinestesia                                                      |                      |                                              |
| 2010   | ツーリスト The Tourist                                          |                      |                                              |
| 2013   | Maldamore                                                       |                      |                                              |
| 2013   | Fuori Mira                                                      |                      |                                              |
| 2015   | In un posto bellissimo                                          |                      |                                              |
| 2017   | 霧の中の少女 La ragazza nella nebbia                            |                      |                                              |
| 2017   | Agadah                                                          |                      |                                              |
| 2018   | Respiri                                                         |                      |                                              |
| 2018   | Tutte le mie notti                                              |                      |                                              |
| 2019   | Non sono un assassino                                           |                      |                                              |
| 2019   | Preludio                                                        |                      | 短編                                         |
| 2020   | Calibro 9                                                       |                      |                                              |
| 2021   | Yara                                                            |                      |                                              |

### テレビ
- Gioco perverso（1993年）
- Dopo la tempesta（1996年）
- Il conto Montecristo（1996）
- Un prete tra noi（1997年）
- La donna del treno（1998年）
- Mai con i quadri（1999年）
- Pepe Carvalho（1999年）
- Incantesimo 3 e 4（2000年 - 2001年）
- L'uomo del vento（2001年）
- L'altra donna（2002年）
- Il bacio di Dracula（2002年）
- Vite a perdere（2004年）
- Cime tempestose（2004年）
- La caccia（2005年）
- 戦争と平和 Guerra e pace（2007年）
- カラヴァッジョ 天才画家の光と影 Caravaggio（2008年） - イタリア映画祭2008上映時タイトル『カラヴァッジョ』[5]
- Rebecca, la prima moglie（2008年）
- Puccini（2009年）
- Tutti pazzi per amore 2（2010年）
- I cerchi nell'acqua（2011年）
- Mai per amore - La fuga di Teresa（2012年）
- Walter Chiari - Fino all'ultima risata（2012年）
- Il ritorno di Ulisse（2013年）
- Gli anni spezzati - L'ingegnere（2014年）
- Stanotte al Museo Egizio（2015年）
- Catturandi - Nel nome del padre（2016年）
- Di padre in figlia（2017年）
- La strada di casa（2017年）
- La Compagnia del Cigno（2019年）
- Adrian Live - Questa è la storia...（2019年）　※ナレーター
- Enrico Piaggio - Un sogno italiano（2019年）
- Giorgio Ambrosoli - Il prezzo del coraggio（2019年）

## 舞台

### 演劇
- テーバイ攻めの七将（1988）作：アイスキュロス
- 愛されぬ人々（1989年）作：フランソワ・モーリアック
- 文体練習（1990年）作：レーモン・クノー
- Il giramondo（1991年）作：アフラ・ベーン
- Dalla tavola della mia memoria（1992年）原作：ウィリアム・シェイクスピア『ハムレット』、演出：オラツィオ・コスタ
- Piccoli equivoci（1992年）
- Il labirinto di Orfeo (Itinerante estivo)（1993年） - 兼共同演出
- Verso Tebe（1993年） - 兼共同演出
- Ninì Tirabusciò（1994年）
- Non ti conosco più（1994年）
- Scuola Romana（1994年）
- 真夏の夜の夢（1995年）作：ウィリアム・シェイクスピア
- ペール・ギュント（1995年）作：ヘンリック・イプセン、演出：ルカ・ロンコーニ
- La madre confidente（1996年）
- 守銭奴（1996年）作：モリエール、演出：ジョルジョ・ストレーラー
- Pèlerinage（1997年）
- La Formula（2002年）
- 大人は、かく戦えり（2008年）作：ヤスミナ・レザ、演出：ロベルト・アンドー
- アート（2010年）作：ヤスミナ・レザ
- Caravaggio - Nero d'avorio（2011年 / 2012年）
- Vespucci: l'impresa italiana nel nuovo mondo（2012年）
- Michelangelo, la carne del marmo（2012年 / 2014年）
- Canto degli Esclusi（2012年 / 2013年）作：アルダ・メリーニ - 朗読
- 訪問者（2014年 / 2015年）作：エリック＝エマニュエル・シュミット、演出：ヴァレリオ・ビナスコ、アレッサンドロ・ハーベル、アレッシオ・ボーニ、ニコレッタ・ロベッロ・ブラッチフォルティ、アレッサンドロ・テデスキ
- I duellanti（2015年）作：ジョセフ・コンラッド、演出：アレッシオ・ボーニおよびロベルト・アルドラーズィ
- Don Chisciotte（2019年）作：ミゲル・デ・セルバンテス、演出：アレッシオ・ボーニ

### オペラ
- アルツィーラ（1991年）作：ジュゼッペ・ヴェルディ
- ロドイスカ（1992年）作：ルイジ・ケルビーニ、演出：ルカ・ロンコーニ

## その他の作品

### ラジオ
- Titanic - Le ultime 100 ore（2001年）
- Il Graal（2005年）

### オーディオブック
- ピーター・パン（2010年）

## 主な受賞
- ナストロ・ダルジェント主演男優賞（2004年） 『輝ける青春』
- イタリア・ゴールデングローブ最優秀男優賞（2006年） 『グッバイ・キス　裏切りの銃弾』
- フライアーノ賞（演劇部門）最優秀監督賞・最優秀演技賞（2016年） 『I duellanti』

## 慈善活動
- 2005年から2012年までイタリアのユニセフ親善大使を務めた。